# Jacob Karlstrøm
Jacob Karlstrøm, född 9 januari 1997 i Tromsø, är en norsk fotbollsspelare (målvakt) som spelar för norska Molde.